# Atletiek op de Olympische Zomerspelen 2012 – 50 kilometer snelwandelen mannen

Officiële video hoogtepunten

De 50 kilometer snelwandelen voor mannen op de Olympische Zomerspelen 2012 in Londen vond plaats op 11 augustus 2012. Regerend olympisch kampioen was Alex Schwazer uit Italië, die er dit keer echter niet bij was om zijn titel te verdedigen. Hij was voorafgaand aan de Spelen door het Italiaans Olympisch Comité teruggetrokken, omdat hij positief was bevonden bij een dopingtest.

## Records
Voorafgaand aan het toernooi waren dit het wereldrecord en het olympisch record.
| Wereldrecord     | Denis Nizjegorodov | 3:34.14 | Tsjeboksary | 11 mei 2008      |
| Olympisch record | Alex Schwazer      | 3:37.09 | Peking      | 22 augustus 2008 |

## Uitslag
| Rang   | Naam                  | Land | Tijd    | Opmerkingen |
| ------ | --------------------- | ---- | ------- | ----------- |
|        | Sergej Kirdjapkin     | RUS  | 3:35.59 | OR DQ       |
| Goud   | Jared Tallent         | AUS  | 3:36.53 | OR          |
| Zilver | Si Tianfeng           | CHN  | 3:37.16 | PB          |
| Brons  | Robert Heffernan      | IRL  | 3:37.54 | NR          |
|        | Igor Jerochin         | RUS  | 3:37.54 | PB DQ       |
|        | Sergej Bakoelin       | RUS  | 3:38.55 | SB DQ       |
| 4      | Li Jianbo             | CHN  | 3:39.01 | PB          |
| 5      | Matej Tóth            | SVK  | 3:41.24 |             |
| 6      | Łukasz Nowak          | POL  | 3:42.47 | PB          |
| 7      | Kōichirō Morioka      | JPN  | 3:43.14 | PB          |
| 8      | André Höhne           | GER  | 3:44.26 | SB          |
| 9      | Bertrand Moulinet     | FRA  | 3:45.35 | PB          |
| 10     | Chilsung Park         | KOR  | 3:45.55 | NR          |
| 11     | Ivan Trotski          | BLR  | 3:46.09 | PB          |
| 12     | Jarkko Kinnunen       | FIN  | 3:46.25 | PB          |
| 13     | Horacio Nava          | MEX  | 3:46.59 | SB          |
| 14     | Marco De Luca         | ITA  | 3:47.19 | SB          |
| 15     | Rafał Sikora          | POL  | 3:47.47 |             |
| 16     | Ihor Hlavan           | UKR  | 3:48.07 | PB          |
| 17     | Jesús Ángel García    | ESP  | 3:48.32 |             |
| 18     | Trond Nymark          | NOR  | 3:48.37 | SB          |
| 19     | Nathan Deakes         | AUS  | 3:48.45 |             |
| 20     | Omar Zepeda           | MEX  | 3:49.14 |             |
| 21     | Christopher Linke     | GER  | 3:49.19 |             |
| 22     | Alexandros Papamihail | GRE  | 3:49.56 | NR          |
| 23     | Luke Adams            | AUS  | 3:53.41 |             |
| 24     | Emerson Hernandez     | ESA  | 3:53.57 | NR          |
| 25     | José Leyver           | MEX  | 3:55.00 |             |
| 26     | Brendan Boyce         | IRL  | 3:55.01 | PB          |
| 27     | Quentin Rew           | NZL  | 3:55.03 | PB          |
| 28     | Cedric Houssaye       | FRA  | 3:55.16 |             |
| 29     | Marc Mundell          | RSA  | 3:55.32 | AR          |
| 30     | Fredy Hernández       | COL  | 3:56.00 | PB          |
| 31     | Junghyun Yim          | KOR  | 3:56.34 | SB          |
| 32     | Serhiy Budza          | UKR  | 3:56.35 |             |
| 33     | Basanta Bahadur Rana  | IND  | 3:56.48 | NR          |
| 34     | Zhao Jianguo          | CHN  | 3:56.59 |             |
| 35     | Dong-Young Kim        | KOR  | 3:57.33 |             |
| 36     | Marius Cocioran       | ROU  | 3:57.52 | PB          |
| 37     | Pedro Isidro          | POR  | 3:58.59 |             |
| 38     | Antti Kempas          | FIN  | 4:01.50 |             |
| 39     | Mikel Odriozola       | ESP  | 4:02.48 | SB          |
| 40     | John Nunn             | USA  | 4:03.28 | PB          |
| 41     | Maciej Rosiewicz      | GEO  | 4:05.20 | SB          |
| 42     | Igors Kazakevičs      | LAT  | 4:06.47 |             |
| 43     | Tadas Šuškevičius     | LTU  | 4:08.16 |             |
| 44     | Xavier Moreno         | ECU  | 4:09.23 |             |
| 45     | Milos Batovsky        | SVK  | 4:09.32 |             |
| 46     | Vitaliy Anichkin      | KAZ  | 4:14.09 |             |
| 47     | Benjamin Sánchez      | ESP  | 4:14.40 |             |
| 48     | Dominic King          | GBR  | 4:15.05 |             |
| –      | Rafał Fedaczyński     | POL  | DNF     |             |
| –      | Nenad Filipović       | SRB  | DNF     |             |
| –      | Takayuki Tami         | JPN  | DNF     |             |
| –      | João Vieira           | POR  | DNF     |             |
| –      | Edward Araya          | CHI  | DQ      |             |
| –      | Erick Barrondo        | GUA  | DQ      |             |
| –      | Andrés Chocho         | ECU  | DQ      |             |
| –      | Yohann Diniz          | FRA  | DQ      |             |
| –      | Colin Griffin         | IRL  | DQ      |             |
| –      | Oleksiy Kazanin       | UKR  | DQ      |             |
| –      | Jaime Quiyuch         | GUA  | DQ      |             |
| -      | Yuki Yamazaki         | JPN  | DQ      |             |

OR = Olympisch record;
NR = Nationaal record;
AR = Afrikaans record;
PB = Persoonlijke besttijd;
SB = Seizoensbesttijd;
DNF = Niet gefinisht;
DQ = Gediskwalificeerd.